# FK Vardar
FK Vardar je severomakedonský fotbalový klub ze Skopje založený v roce 1947, který hraje své domácí zápasy na stadionu Filipa II. Makedonského.

## Působení klubu v Jugoslávii

### 80. léta 20. století
Po podzimu 1986 přezimoval na čele tabulky jugoslávské nejvyšší soutěže (tzv. půlmistr) a stal se prvním a jediným severomakedonským klubem v její historii, kterému se to podařilo. Ke konci soutěžního ročníku 1986/87 na jaře 1987, v němž se Vardar umístil na páté příčce, propukla aféra s domluvenými a prodanými zápasy – odpočtem 6 bodů bylo potrestáno deset klubů z osmnácti. Vardar mezi nimi nefiguroval a v tabulce po odpočtech mu patřilo 1. místo, byl prohlášen mistrem Jugoslávie a získal právo reprezentovat zemi v PMEZ 1987/88. Ač byl titul Vardaru později odebrán a přiřčen Partizanu Bělehrad, jeho start v nejprestižnější evropské klubové soutěži tím ohrožen nebyl. S Pohárem mistrů evropských zemí se jeho první severomakedonský účastník rozloučil hned v 1. kole, v němž nestačil na obhájce trojefe FC Porto (0:3 venku a 0:3 doma).

## Působení klubu v samostatné Severní Makedonii
Po vzniku samostatné Severní Makedonie se Vardar zařadil k předním klubům v zemi – pětkrát vyhrál severomakedonskou ligu i severomakedonský fotbalový pohár. Pravidelně hraje i evropské poháry, avšak bez větších úspěchů. Nejlepší sezónu v evropských soutěžích Vardar zažil v sezóně 2003/04, kdy vyřadil velšský Barry Town a ruský CSKA Moskva a nakonec vypadl ve 3. předkole Ligy mistrů se Spartou Praha.

## Úspěchy
Jugoslávská Prva Liga
- 1 × vítěz (1987)

Prva makedonska fudbalska liga
- 9 × vítěz (1993, 1994, 1995, 2002, 2003, 2012, 2013, 2015, 2016)[4]

Jugoslávský fotbalový pohár
- 1 × vítěz (1961)

Severomakedonský fotbalový pohár
- 5 × vítěz (1993, 1995, 1998, 1999, 2007)[5]

Superkup na Makedonija
- 2 × vítěz (2013, 2015)[6]